# Saskia Lehnert
Saskia Lehnert (* 31. Dezember 1993 in Brandenburg an der Havel) ist eine deutsche Frauenfußballspielerin.

## Karriere
Lehnert begann ihre Karriere in der C-Jugend des ESV Kirchmöser, für den sie vier Jahre spielte. Im Sommer 2005 wechselte sie dann zum FC Stahl Brandenburg, wo sie einige Zeit mit den Akteuren der C-Jugend trainierte. Nach drei Jahren für den FC Stahl wechselte Lehnert 2008 zu den Frauen des FSV Viktoria Brandenburg. Mit dem FSV Viktoria spielte sie in der Kreisliga, in der Lehnert mit 71 Treffern Torschützenkönigin wurde. Noch während dieser guten Saison wurde Lehnert in die U-17 Landesauswahl Brandenburgs berufen. Es folgte im Sommer 2009 der Wechsel zum Landesligisten SV Ziesar und im November 2009 absolvierte Lehnert ein Probetraining mit dem FF USV Jena. Sie konnte bei dem Bundesligisten überzeugen, spielte aber die Saison 2009/10 in Ziesar zu Ende, wo sie bis Saisonende 28 Tore erzielte. Im Sommer 2010 nahm dann der Bundesligist Lehnert unter Vertrag, wo sie am 15. August 2010 zu ihren Debüt im Heimspiel gegen 1. FC Saarbrücken kam.
Ihre ersten beiden Pflichtspieltore erzielte Lehnert im DFB-Pokal-Spiel. Seit der Saison 2012/2013 steht sie wieder im 2. Bundesliga Nord Kader der zweiten Jenaer Mannschaft. Bis zum heutigen Tag (30. Mai 2013) verzeichnet Lehnert 41 Spiele in der 1. und 2. Bundesliga. In der vergangenen Saison traf sie vier Mal, gab etliche Torvorlagen und hat nun ihre feste Position im linken Mittelfeld gefunden. Jedoch ist das linke/rechte Mittelfeld nicht die einzige Position, die sie in der abgelaufenen Saison bespielte, sondern ebenfalls als Stürmer oder „10er“ machte sie eine gute Figur. Im kommenden Jahr wird sie wieder im Kader der 2. Bundesliga-Mannschaft des FF USV Jena stehen.